# Valery Vigilucci
Valery Vigilucci (Volterra, 15 aprile 1997) è una calciatrice italiana, centrocampista o attaccante del Genoa.

## Carriera

### Club
Valery Vigilucci cresce calcisticamente nelle giovanili del Firenze, società che la inserisce nella formazione che disputa il Campionato Primavera dalla stagione 2012-2013, indossando la maglia viola della Primavera per due stagioni e conquistando il titolo di campione d'Italia al termine della prima stagione con la Primavera battendo in finale le pari età del Torino. Le prestazioni offerte nelle giovanili convincono la società a inserirla in rosa con la squadra titolare.
Partita come riserva del reparto offensivo, Vigilucci fa il suo debutto in Serie A nel corso della stagione 2012-2013 dove verrà impiegata in 4 occasioni. Raggiunti i limiti massimi d'età per giocare nelle giovanili, dalla stagione 2014-2015 viene inserita stabilmente in rosa, pur come riserva, con la squadra titolare, contribuendo a far raggiungere alla società la quarta posizione in campionato, maggiore risultato fino a quel momento del Firenze, siglando anche il suo primo gol nella massima serie, il 17 gennaio 2015, per il parziale 1-0 siglato al 49' alla Torres, incontro poi terminato in parità con una rete ciascuna. Al termine della stagione il suo tabellino costa di 4 reti siglate su 14 presenze complessive.
Nell'estate 2015, a seguito della fondazione della Fiorentina Women's come sezione femminile affiliata all'omonimo club maschile e da accordi con il Firenze, viene inserita in rosa nella nuova squadra che partecipa alla stagione viola 2015-2016. Il 4 ottobre 2017 fa il suo esordio in una competizione europea per club: la Women's Champions League 2017-2018, segnando anche la seconda delle due reti per la Fiorentina.
Dopo sette stagioni in maglia viola il 23 luglio 2022 il Milan annuncia di aver raggiunto un accordo con il difensore per vestire la maglia del club rossonero fino al 30 giugno 2024 dalla stagione entrante.
Il 15 luglio 2025 viene acquistata dal Genoa.

### Nazionale
Selezionata nelle giovanili dell'Italia, Valery Vigilucci debutta in una competizione UEFA indossando la maglia della Nazionale italiana Under-17 il 2 luglio 2013, in occasione della partita disputata contro le pari età della Repubblica di Macedonia e valida per le qualificazioni al primo turno dell'edizione 2014 del Campionato europeo di categoria, dove al 73' Vigilucci sigla la rete del definitivo 6-0, suo primo gol in una competizione internazionale con la maglia azzurra della Nazionale.
Nel gennaio 2015 il selezionatore delle nazionali giovanili dell'Italia Corrado Corradini la convoca a Coverciano presso il Centro Tecnico Sportivo Federale della FIGC per uno stage in vista di un possibile inserimento in rosa nell'Under-19 in vista della fase Élite del Campionato europeo di categoria. Debutta il 4 aprile 2015 a Stara Pazova, nella partita vinta per 4-2 contro le pari età della Serbia, scendendo in campo come titolare e giocando tutto il primo tempo fino alla sostituzione, al 46', con Francesca Mellano.
Sua la rete con cui le Azzurrine U-19 al 40' passano in vantaggio per il parziale 1-0 sulle rivali dell'Inghilterra nell'amichevole giocata allo stadio Bruno Bonelli di Montepulciano, incontro poi terminato sulla parità per 1-1 grazie al gol al 42' di Chloe Kelly.
Nel novembre 2016 viene convocata per la prima volta dal commissario tecnico Antonio Cabrini nella nazionale maggiore in occasione del Torneo Internazionale Manaus 2016, in programma dal 7 al 18 dicembre 2016.

## Statistiche

### Presenze e reti nei club
Statistiche aggiornate al 5 maggio 2025.
| Stagione          | Squadra           | Campionato        | Campionato | Campionato | Coppe nazionali | Coppe nazionali | Coppe nazionali | Coppe internazionali | Coppe internazionali | Coppe internazionali | Altre coppe | Altre coppe | Altre coppe | Totale | Totale |
| Stagione          | Squadra           | Comp              | Pres       | Reti       | Comp            | Pres            | Reti            | Comp                 | Pres                 | Reti                 | Comp        | Pres        | Reti        | Pres   | Reti   |
| ----------------- | ----------------- | ----------------- | ---------- | ---------- | --------------- | --------------- | --------------- | -------------------- | -------------------- | -------------------- | ----------- | ----------- | ----------- | ------ | ------ |
| 2012-2013         | Firenze           | A                 | 4          | 0          | CI              | ?               | ?               | -                    | -                    | -                    | -           | -           | -           | 4+     | 0+     |
| 2013-2014         | Firenze           | A                 | 0          | 0          | CI              | ?               | ?               | -                    | -                    | -                    | -           | -           | -           | 0+     | 0+     |
| 2014-2015         | Firenze           | A                 | 14         | 4          | CI              | 3               | 2               | -                    | -                    | -                    | -           | -           | -           | 17     | 6      |
| Totale Firenze    | Totale Firenze    | Totale Firenze    | 18         | 4          |                 | ?               | ?               |                      | -                    | -                    |             | -           | -           | 21+    | 6+     |
| 2015-2016         | Fiorentina        | A                 | 5          | 0          | CI              | 1               | 0               | -                    | -                    | -                    | -           | -           | -           | 6      | 0      |
| 2016-2017         | Fiorentina        | A                 | 11         | 0          | CI              | 5               | 0               | -                    | -                    | -                    | -           | -           | -           | 16     | 0      |
| 2017-2018         | Fiorentina        | A                 | 12         | 0          | CI              | 1               | 0               | UWCL                 | 4                    | 1                    | SI          | 1           | 0           | 18     | 1      |
| 2018-2019         | Fiorentina        | A                 | 17         | 7          | CI              | 6               | 1               | UWCL                 | 4                    | 0                    | SI          | 1           | 0           | 28     | 8      |
| 2019-2020         | Fiorentina        | A                 | 8          | 0          | CI              | 2               | 0               | UWCL                 | 1                    | 0                    | SI          | 1           | 0           | 12     | 0      |
| 2020-2021         | Fiorentina        | A                 | 20         | 1          | CI              | 3               | 0               | UWCL                 | 4                    | 0                    | SI          | 2           | 0           | 29     | 1      |
| 2021-2022         | Fiorentina        | A                 | 21         | 1          | CI              | 4               | 0               |                      | -                    | -                    |             | -           | -           | 25     | 1      |
| Totale Fiorentina | Totale Fiorentina | Totale Fiorentina | 94         | 9          |                 | 23              | 1               |                      | 13                   | 1                    |             | 5           | 0           | 134    | 11     |
| 2022-2023         | Milan             | A                 | 17         | 6          | CI              | 6               | 0               |                      | -                    | -                    |             | -           | -           | 23     | 6      |
| 2023-2024         | Milan             | A                 | 20         | 2          | CI              | 4               | 0               |                      | -                    | -                    |             | -           | -           | 24     | 2      |
| 2024-2025         | Milan             | A                 | 10         | 1          | CI              | 0               | 0               |                      | -                    | -                    |             | -           | -           | 10     | 1      |
| Totale Milan      | Totale Milan      | Totale Milan      | 47         | 9          |                 | 10              | 0               |                      | -                    | -                    |             | -           | -           | 57     | 9      |
| 2025-2026         | Genoa             | A                 | -          | -          | CI              | -               | -               | -                    | -                    | -                    | AWC         | -           | -           | -      | -      |
| Totale carriera   | Totale carriera   | Totale carriera   | 159        | 22         |                 | 35              | 2               |                      | 13                   | 1                    |             | 5           | 0           | 212    | 25+    |

### Cronologia presenze e reti in nazionale
| Cronologia completa delle presenze e delle reti in nazionale ― Italia | Cronologia completa delle presenze e delle reti in nazionale ― Italia | Cronologia completa delle presenze e delle reti in nazionale ― Italia | Cronologia completa delle presenze e delle reti in nazionale ― Italia | Cronologia completa delle presenze e delle reti in nazionale ― Italia | Cronologia completa delle presenze e delle reti in nazionale ― Italia | Cronologia completa delle presenze e delle reti in nazionale ― Italia | Cronologia completa delle presenze e delle reti in nazionale ― Italia |
| Data                                                                  | Città                                                                 | In casa                                                               | Risultato                                                             | Ospiti                                                                | Competizione                                                          | Reti                                                                  | Note                                                                  |
| --------------------------------------------------------------------- | --------------------------------------------------------------------- | --------------------------------------------------------------------- | --------------------------------------------------------------------- | --------------------------------------------------------------------- | --------------------------------------------------------------------- | --------------------------------------------------------------------- | --------------------------------------------------------------------- |
| 11-12-2016                                                            | Manaus                                                                | Italia                                                                | 3 – 0                                                                 | Costa Rica                                                            | Torneio Internacional de Manaus                                       | 0                                                                     | 63’                                                                   |
| 14-12-2016                                                            | Manaus                                                                | Brasile                                                               | 3 – 1                                                                 | Italia                                                                | Torneio Internacional de Manaus                                       | 0                                                                     | 79’                                                                   |
| 01-03-2017                                                            | Larnaca                                                               | Corea del Nord                                                        | 3 – 0                                                                 | Italia                                                                | Cyprus Cup 2017                                                       | 0                                                                     |                                                                       |
| 06-03-2017                                                            | Larnaca                                                               | Svizzera                                                              | 6 – 0                                                                 | Italia                                                                | Cyprus Cup 2017                                                       | 0                                                                     |                                                                       |
| 08-03-2017                                                            | Larnaca                                                               | Italia                                                                | 6 – 2                                                                 | Rep. Ceca                                                             | Cyprus Cup 2017                                                       | 0                                                                     | 90’                                                                   |
| Totale                                                                |                                                                       | Presenze                                                              | 5                                                                     |                                                                       | Reti                                                                  | 0                                                                     |                                                                       |

## Palmarès

### Club

#### Competizioni giovanili
- Campionato Primavera: 1

Firenze: 2012-2013

#### Competizioni nazionali
- Campionato italiano: 1

Fiorentina: 2016-2017
- Coppa Italia: 2

Fiorentina: 2016-2017, 2017-2018
- Supercoppa italiana: 1

Fiorentina: 2018